# Изард, Марк Уитакер
Марк Уитакер Изард (англ. Mark Whitaker Izard; 25 декабря 1799 — август 1866) — американский политик, 3-й губернатор территории Небраска.

## Биография
Марк Изард родился в 1799 году в Лексингтоне, штат Кентукки.
Изард был членом территориального совета Арканзаса и делегатом конституционного конвента штата в 1836 году. Он был членом Сената Арканзаса в 1836, 1838—1840 и 1850—1853 годах и занимал должность его председателя. Изард также был членом Палаты представителей Арканзаса и её председателем. В 1855—1857 годах он занимал должность губернатора территории Небраска.
Изард умер в 1866 году и похоронен в Форрест-Сити, Арканзас.